# حماية فرقية
حماية فرقية (بالإنجليزية: Differential Protection)‏ نوع من نظم الحماية المستخدمة في الآلات والمعدات وقضبان التوزيع للتيار المتردد، فيه تقسم ملفات المولدات أو المحولات الخ، إلى قسمين متماثلين تماماً توضع بينهما الملفات الابتدائية لمحولات تيار، بينما يوصل بالبالملفات الثانوية لمحولات التيار المرحلات وأجهزة التحكم والتي تشغل بواسطة الفرق بين التيارات المارة في أي جزئين متماثلين. وعندما يحدث أي عطل بأي جزء من الجزئين المتماثلين يؤدي ذلك إلى مرور تيار بالمرحلات وأجهزة التحكم فتفصل الآلة عن مصدر التغذية.